# Boynton
Boynton és un poble dels Estats Units a l'estat d'Oklahoma. Segons el cens del 2024 tenia 163 habitants.

## Demografia
Segons el cens del 2000, Boynton tenia 274 habitants, 112 habitatges, i 76 famílies. La densitat de població era de 258 habitants per km².
Dels 112 habitatges en un 33,9% hi vivien nens de menys de 18 anys, en un 39,3% hi vivien parelles casades, en un 21,4% dones solteres, i en un 32,1% no eren unitats familiars. En el 31,3% dels habitatges hi vivien persones soles el 16,1% de les quals corresponia a persones de 65 anys o més que vivien soles. El nombre mitjà de persones vivint en cada habitatge era de 2,45 i el nombre mitjà de persones que vivien en cada família era de 3,09.
Per edats la població es repartia de la següent manera: un 30,3% tenia menys de 18 anys, un 9,9% entre 18 i 24, un 21,9% entre 25 i 44, un 21,9% de 45 a 60 i un 16,1% 65 anys o més.
L'edat mediana era de 36 anys. Per cada 100 dones de 18 o més anys hi havia 101,1 homes.
La renda mediana per habitatge era de 17.917 $ i la renda mediana per família de 25.000 $. Els homes tenien una renda mediana de 25.417 $ mentre que les dones 15.417 $. La renda per capita de la població era de 18.419 $. Entorn del 22,4% de les famílies i el 25,5% de la població estaven per davall del llindar de pobresa.

## Poblacions més properes
El següent diagrama mostra les poblacions més properes.